# Lithophyllum subreduncum
Lithophyllum subreduncum Foslie  é o nome botânico  de uma espécie de algas vermelhas pluricelulares do gênero Lithophyllum, família Corallinaceae.

## Distribuição
Essa espécie marinha pode ser encontrada no Oceano Índico, Etiópia, no Mar Vermelho, e no Havaí.

## Descrição
São plantas não endofíticas, com forma de crescimento frutífera. As protuberâncias são cilíndricas e ramificadas, com cerca de 4 mm de diâmetro, até 14 mm de comprimento, irregularmente achatadas e anastomosadas nas pontas. Estrutura da planta pseudoparenquimatosa.
Essas algas possuem conceptáculos uniporados. Tecido mineralizado contém calcita.